# 雷撃機

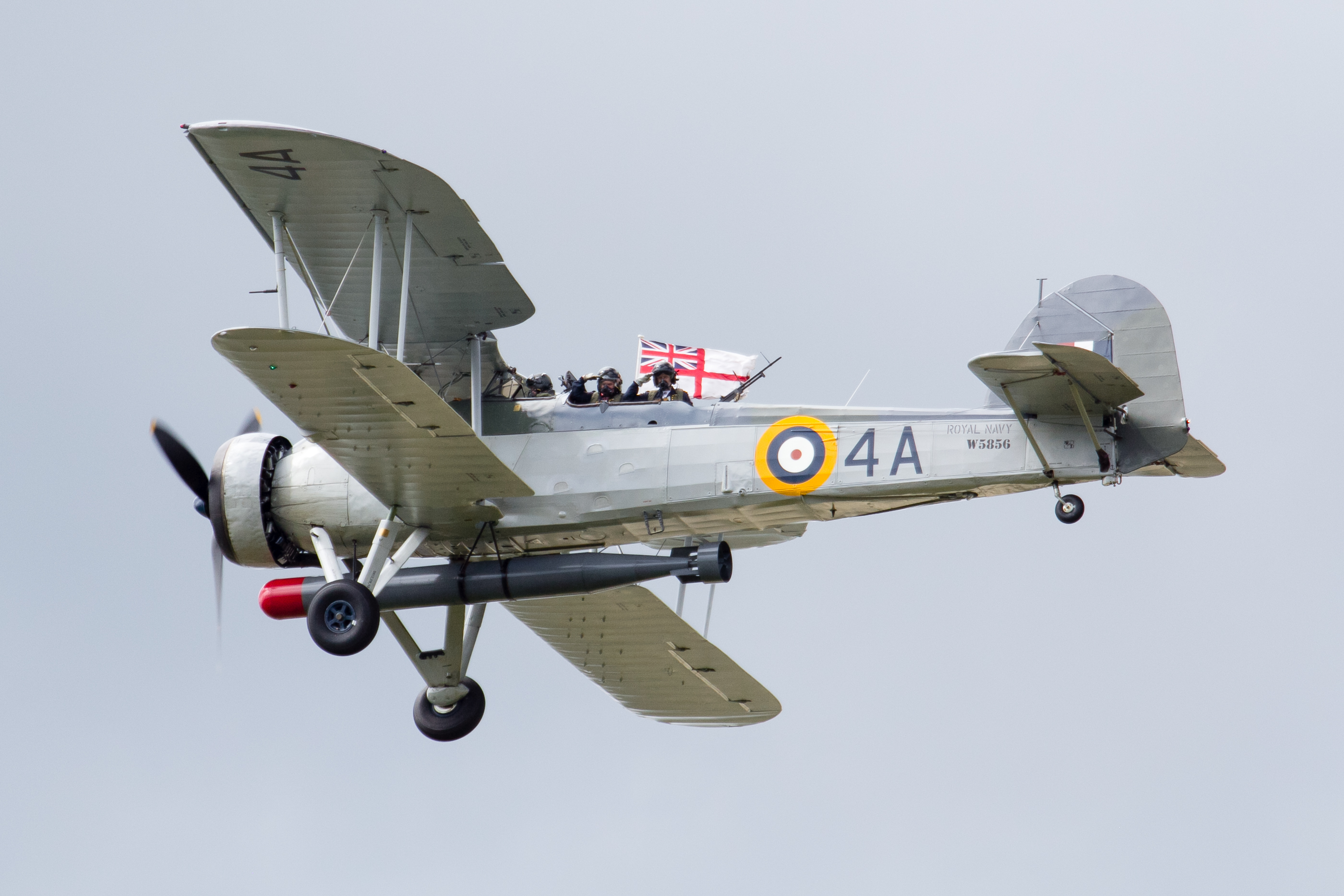
第二次世界大戦中にイギリス海軍が使用した雷撃機・ソードフィッシュ。
胴体下に魚雷を搭載。

雷撃機（らいげきき）とは、軍用機の一種。雷撃（航空魚雷による対水上艦攻撃、正式には雷爆撃）に特化した飛行機。通常、水平爆撃を兼務することができる。

## 概要
航空機による艦船攻撃の手段が試行錯誤される段階において、魚雷攻撃が重要な手段と考えられるようになった。単純に爆弾を投下する水平爆撃と比べると、魚雷攻撃は艦船の水線下を攻撃できるというメリットがあり、攻撃対象の艦船の浸水による撃沈や転覆が期待できた。また投下後は一定深度を保って前進する魚雷は、水平爆撃により投下される（無誘導）爆弾などよりも命中率が高かった。
艦船攻撃の手段としてもうひとつ重要視されたのは、急降下爆撃であった。急降下爆撃は急降下により爆弾の投下高度が低くなるために着弾時に爆弾が持つ運動エネルギーが小さく装甲に対する貫徹力が低くなりがちな反面、水平爆撃や無誘導の魚雷による雷撃よりもさらに高い命中率が期待できた。そのため急降下爆撃は航空母艦、装甲の薄い巡洋艦以下の艦船に対しては広く有効な攻撃手段であるとされたが、装甲の厚い戦艦などの大型艦船に対しては決定打にならないと考えられることも多く、より確実な打撃を与えることができると考えられた雷撃と組み合わせて行われることもあった。
急降下爆撃用の機体に求められる性能は、急激な機体の引き起こしに耐えられる運動性と機体強度である。急降下による加速を抑える空力ブレーキもよく用いられる。雷撃用の機体に求められる性能は、重い魚雷を搭載するための搭載能力である。そのため両者の要求する性能の乖離は大きく、それぞれに異なる機体が用いられた。雷撃を行う機体は一般的に雷撃機と呼ばれ、急降下爆撃を行う機体は一般的に急降下爆撃機や単に爆撃機と呼ばれた。
雷撃機は第一次世界大戦においてもイギリス海軍航空隊による一部使用例があるが、本格的に運用されたのは第二次世界大戦である。
第二次世界大戦後は近接信管など対空兵装の発達により、魚雷攻撃を含め航空機による敵艦への肉薄は一般的では無くなった。そのため対艦ミサイルのような別の攻撃手段に置き換えられた。もっとも誘導魚雷の発達によって、航空機による対潜水艦攻撃においては、魚雷は有効な手段となったが、その目的の機体は対潜哨戒機と呼ばれ、雷撃機とは呼称しない。

## 第二次世界大戦で使用された雷撃機
日米英といった海軍国では、雷撃戦を想定した航空機を開発配備していた。その他の国でも陸上用の爆撃機に魚雷を搭載して運用することがあった。

### アメリカ合衆国
アメリカ海軍は魚雷による艦船の撃破を目的とした機種を雷撃爆撃機（Torpedo Bomber トーピード・ボマー）と呼称した。
- TBD デヴァステイター
- TBU/TBY シーウルフ
- TBF/TBM アヴェンジャー

TBは雷撃・爆撃を行える機体 (Torpedo Bomber) であることを意味する符号であり、DやFは開発・生産を行った会社の符号である。このほか、PBY カタリナが魚雷2本の搭載能力をもっていたが、実戦で雷撃任務に就いたことはなかった。また、陸軍も一時期マーチン B-26などの中型爆撃機による雷撃を行ったが、後に反跳爆撃に切り替えた。

### 日本
日本海軍では急降下爆撃の能力をもたない代わりに大型爆弾または魚雷を搭載可能で長距離の作戦が可能な爆撃機を艦上攻撃機と呼称した。
重い魚雷を搭載可能な上に急降下爆撃が可能な強度をもった機体の航空機は、エンジン出力の不足によって第二次世界大戦後期までは作ることができなかった。したがって、次の2種類の名称の機体に分かれた。
- 艦上爆撃機：急降下爆撃を任務とした機体
- 艦上攻撃機：雷撃および水平爆撃を任務とした機体（雷撃機）

艦上攻撃機の例
- 九七式艦上攻撃機
- 天山艦上攻撃機
- 流星艦上攻撃機

九六式陸上攻撃機と一式陸上攻撃機は、他国と日本陸軍では大型（ないし中型）爆撃機と称されるべき機体であるが、日本海軍の定義では雷撃が可能、かつ急降下爆撃ができない大型機なので、「攻撃機」に分類された。
陸軍の四式重爆撃機「飛龍」の一部が、台湾沖航空戦以降はいくつかの部隊（飛行第7戦隊、飛行第98戦隊など）において、海軍の航空魚雷を搭載し、海軍の指揮下に入って雷撃機として使用された。

#### 初期の雷撃用艦上攻撃機
創成期に、横須賀工廠の造兵部は飛行機を造り、造機部はエンジンを造った。しかし航空機用鋼材の熱処理一つとっても情報がなく、グラインダー工具も買い集めることから始めるなど苦労の連続だった。将校が飛行器操縦を習得し、さらに飛行器制作にまでも挑んでいた。とにかく航空機が制作できるようになったのは1914年（大正3年）夏ごろからだった。当時の工廠の飛行機生産能力は1か月「2台」だった。
その後の海軍航空では、外国製機材の模倣の繰返しに飽きた1928年から1937年の日中戦争勃発までの10年間は、次第に外国依存を捨てて国産の研究、開発、生産技術を充実させることに努力した時期であり、航空機の開発設計技術が徐々に欧米の水準に接近した。このために、新機の設計採用に際しては、特定1社指定で設計させる、複数社で競争設計させるなど試行した。1931年（昭和6年）にはあえて「設計者は日本国民に限定し、外国人の助けを排除する」という制令まで設けて国産技術発達を促進した。
1924年以降、太平洋戦争開始前までの雷撃機（攻撃機）を示す。
- 一三式艦上攻撃機

三葉式の一〇式艦上雷撃機を基に複葉に再設計した初の本格的攻撃機。操縦性は良好で、長く使用された。
- 八九式艦上攻撃機

鈍重かつ高価で不評のため、まもなく姿を消した。
- 九二式艦上攻撃機

一三式艦上攻撃機の各部を大幅に改良したもの。
- 九三式艦上攻撃機（別名九三式陸上攻撃機）

大型航空母艦用の大型双発艦上機を目指したが、艦載の実用の域に達せずに姿を消した。
- 九六式陸上攻撃機

1936年（昭和11年）に誕生した日本の飛行機設計史上の飛躍となった航空機。単葉の先進的な設計で、飛行速度も高速、さらに機体重量の半分の搭載量を誇る画期的な航空機であり、陸上基地からの長距離渡洋攻撃を可能にした。
- 九六式艦上攻撃機

1936年（昭和11年）11月に制式採用された羽布張り複葉固定脚機。後述の九七式艦上攻撃機が成功した事で生産機数は200機程。
- 九七式艦上攻撃機

上記の翌年の1937年に、当時の世界水準を抜きん出た九七式艦上攻撃機（B5N）が出現した。
- 天山艦上攻撃機

1941年に誕生した、上記の九七式艦上攻撃機より、最高速度が100km/hほど早い高性能の艦上攻撃機。終戦時まで、改良と生産が続けられていた。
- 流星艦上攻撃機

上記の翌年の1942年末に初飛行を遂げた、急降下爆撃が可能な大日本帝国最後の艦上攻撃機。攻撃機としては、急降下爆撃が可能で、抜群の高速性能と運動性能を持つ傑作機である。急降下爆撃が可能であるが、「攻撃機」と機体分類されている。非常に高性能であったが、量産化の難航や戦況の悪化によって、わずか114機しか生産されなかった。

### ドイツ
- Fi 167（少数のみ）
- Ju 87を空母搭載用の雷撃機に改造（実際には使用せず）
- Ju 88、He111、Do 217などの水平爆撃機の一部や、Me410の雷撃機型が雷装可能

### イギリス
イギリスの雷撃機は、空軍沿岸航空軍団 (RAF Coastal Command) の陸上雷撃機と、海軍艦隊航空隊（Fleet Air Arm）の艦上雷撃機に二分される。
陸上雷撃機
- ヴィッカース ヴィルドビースト
- ブリストル ボーフォート
- ブリストル ボーファイターTF

艦上雷撃機
- フェアリー ソードフィッシュ
- フェアリー アルバコア
- フェアリー バラクーダ

水上雷撃機
- フォッカー T.VIII

### イタリア
- サヴォイア・マルケッティ SM.79
- サヴォイア・マルケッティ SM.84
- Z.506

## 兼用機
第二次世界大戦までは上記の通り、急降下爆撃機と雷撃機はそれぞれ別の機体であった。しかし、艦載機数が限定される航空母艦では機種はできるだけ統一する必要があった。また、第二次世界大戦半ば頃から、艦船の防御力の増強に伴って従来の急降下爆撃機の搭載量では威力不足となりつつあり、一方で、雷撃機は対空砲火や戦闘機に対して脆弱である事が問題視され、より機敏な運動性が求められるようになっていた。その結果、両者に要求される性能に差が小さくなり、急降下爆撃兼雷撃機が、アメリカ海軍および日本海軍で開発された。
- AD スカイレイダー（艦上攻撃機）
- 流星
- 銀河（分類は爆撃機であるが、流星同様に雷撃機（陸上攻撃機）と急降下爆撃機を兼ねる機体である）

ほか、ドイツ空軍では比較的大型の爆撃機においても、急降下爆撃を行う性能の付加がなされたため、雷撃機と急降下爆撃機の兼務が可能であった。
流星は、一部が使用されたものの、実質的には両者ともに第二次世界大戦には間に合わなかった。ADは朝鮮戦争以降に使用されたが、魚雷を使用する機会は水豊ダムの堰堤に対して行った1度だけであった。その後は搭載兵器を無誘導爆弾やロケット弾に換え、攻撃機として用いられている。後のA-4 スカイホークやA-6 イントルーダー、A-7 コルセア II、F/A-18 ホーネットといった「艦上攻撃機」の流れにおける、最初の機体となった。
イギリス海軍は搭載機数が限られてしまう航空母艦の艦載機の効率を良くするため、戦闘機に雷撃機の機能を付加した戦闘雷撃機を開発配備した。元より急降下爆撃機は戦闘機を兼ねることも可能であるが、より大型の機体である雷撃機についても戦闘機を兼ねる仕様としたのは、イギリス海軍だけである。
- ブラックバーン ファイアブランド
- ウェストランド ワイバーン

これらの機体は直接の源流とはいえないが、いわゆるマルチロール機の先駆であると言える。
この他、雷撃戦闘機としては、ドイツがフォッケウルフ Fw190、イタリアがフィアットG.55を改造して試作したが、どちらもものにならなかった。